# Alafair Burke
Alafair S. Burke es una novelista estadounidense. Sus libros han sido traducidos a más de una docena de idiomas.

## Carrera
Las novelas de Burke son conocidas por su autenticidad y a menudo se basan en casos del mundo real y en las experiencias personales y profesionales de la autora.
La serie de Samantha Kincaid se desarrolla en la Oficina del Fiscal del Condado de Multnomah, donde Burke trabajó en la década de 1990. Al crear a la Detective de la policía de Nueva York Ellie Hatcher, Burke recurrió a sus experiencias de crecimiento en Kansas. Al igual que Burke, Hatcher se crio en Wichita. El padre de Hatcher era un detective de la policía de Wichita que pasó su carrera a la caza de un asesino en serie que evadió a la policía durante treinta años.
La primera novela de Burke, Judgment Calls, se basa libremente en el caso de Keith Hunter Jesperson, un asesino en serie conocido como el "Happy Face Killer" por las caras sonrientes que dibujó en sus muchas cartas a los medios. Angel's Tip se basó en los asesinatos de Imette St. Guillen y Jennifer Moore.
En Dead Connection, Ellie Hatcher rastrea a un asesino en serie que utiliza un servicio de citas en línea para localizar a sus víctimas. Burke ha dicho que la trama se inspiró en sus peores pesadillas mientras estuvo inscrita brevemente en Match.com. Posteriormente, Burke le dedicó el libro a su esposo y escribió: "Para Sean, no puedo creer que te haya encontrado en una computadora".

## Obra

### Novela

#### Serie de Samantha Kincaid
- Judgement Calls (Samantha Kincaid 1) (2003)
- Missing Justice (Samantha Kincaid 2) (2004)
- Close Case (Samantha Kincaid 3)  (2005)

#### Serie de Ellie Hatcher
- Dead Connection (Ellie Hatcher 1) (2007)
- Angel's Tip (Ellie Hatcher 2) (2008)
- 212 (Ellie Hatcher 3) (2010)
- Never Tell (Ellie Hatcher 4) (2012)
- All Day and a Night (Ellie Hatcher 5)  (2014)

#### SerieUnder Suspicion
- The Cinderella Murder (2014) (con Mary Higgins Clark)
- All Dressed in White (2015) (con Mary Higgins Clark)
- The Sleeping Beauty Killer (2016) (con Mary Higgins Clark)
- Every Breath You Take (2017) (con Mary Higgins Clark)

### Otras novelas
- Long Gone (2011)
- If You Were Here  (2013)
- The Ex (2016)
- The Wife (2018)